# Donacoscaptes leptigrammalis
Donacoscaptes leptigrammalis là một loài bướm đêm trong họ Crambidae.